# Rutstroemia
Rutstroemia is een geslacht van schimmels behorend tot de familie Rutstroemiaceae. De typesoort is het eikentakstromakelkje (Rutstroemia firma).

## Kenmerken
De vruchtlichamen zijn langstelige, komvormige apothecia en ontstaan afzonderlijk of in groepen uit het gestromatiseerde plantenweefsel. Het buitenste excipulum van de apothecia heeft hoekige tot prismatische cellen met een aanzienlijke laag verstijfselde hyfen. Hun consistentie is daarom vrij stevig en taai. De sporen zijn gesepteerd en meercellig op volwassen leeftijd. Kleine secundaire sporen worden vaak aan de uiteinden afgeknepen. De ascusporie wordt paars in de oplossing van Lugol. Er worden geen sclerotia gevormd.

## Soorten
Volgens Index Fungorum bestaat het geslacht uit 76 soorten (peildatum februari 2023):
| Soortnaam                                       | Auteur(s)                                              | Publicatiejaar |
| ----------------------------------------------- | ------------------------------------------------------ | -------------- |
| Rutstroemia acutispora                          | Le Gal                                                 | 1959           |
| Rutstroemia alba                                | Velen.                                                 | 1934           |
| Rutstroemia allantospora                        | R. Galán, Honrubia & J.T. Palmer                       | 1988           |
| Rutstroemia alni                                | L. Rémy                                                | 1965           |
| Rutstroemia alnobetulae                         | Dougoud                                                | 2015           |
| Rutstroemia articulata                          | Velen.                                                 | 1934           |
| Rutstroemia asphodeli                           | (Duvernoy & Maire) R. Galán & Matočec                  | 2015           |
| Rutstroemia aurantia                            | Velen.                                                 | 1934           |
| Rutstroemia aurea                               | Velen.                                                 | 1934           |
| Rutstroemia beaglensis                          | Gamundí & Giaiotti                                     | 1995           |
| Rutstroemia bertholletiae                       | Dennis                                                 | 1958           |
| Rutstroemia bolaris (Geel stromakelkje)         | (Batsch) Rehm                                          | 1893           |
| Rutstroemia boliviana                           | E.K. Cash                                              | 1958           |
| Rutstroemia bufonia                             | Velen.                                                 | 1934           |
| Rutstroemia bulgarioides                        | (P. Karst.) P. Karst.                                  | 1871           |
| Rutstroemia calopus (Grasstromakelkje)          | (Fr.) Rehm                                             | 1893           |
| Rutstroemia carbonicola                         | Svrček                                                 | 1979           |
| Rutstroemia chamaemori                          | L. Holm & K. Holm                                      | 1977           |
| Rutstroemia conformata (Elzenstromakelkje)      | (P. Karst.) Nannf.                                     | 1942           |
| Rutstroemia coracina                            | (Durieu & Lév.) Dennis                                 | 1964           |
| Rutstroemia corneri                             | E.K. Cash                                              | 1958           |
| Rutstroemia dabaensis                           | W.Y. Zhuang                                            | 1997           |
| Rutstroemia dzhapharovii                        | Raitv.                                                 | 1968           |
| Rutstroemia elatina                             | (Alb. & Schwein.) Rehm                                 | 1893           |
| Rutstroemia espeletiae                          | Dennis                                                 | 1960           |
| Rutstroemia firma (Eikentakstromakelkje)        | (Pers.) P. Karst.                                      | 1871           |
| Rutstroemia fruticeti (Bramenstromakelkje)      | Rehm                                                   | 1893           |
| Rutstroemia gallincola                          | Velen.                                                 | 1934           |
| Rutstroemia gracilipes                          | P. Karst.                                              | 1876           |
| Rutstroemia henningsiana                        | (Plöttn.) Dennis                                       | 1956           |
| Rutstroemia hercynica                           | (Kirschst.) Dennis                                     | 1962           |
| Rutstroemia hirsuta                             | Dennis                                                 | 1959           |
| Rutstroemia homocarpa                           | P. Karst.                                              | 1871           |
| Rutstroemia indica                              | K.S. Thind & H. Singh                                  | 1971           |
| Rutstroemia iridis-aphyllae                     | Svrček                                                 | 1975           |
| Rutstroemia juglandis                           | Raitv.                                                 | 1964           |
| Rutstroemia juniperi                            | K. Holm & L. Holm                                      | 1977           |
| Rutstroemia lateritia                           | Velen.                                                 | 1934           |
| Rutstroemia leporina                            | Ade                                                    | 1923           |
| Rutstroemia lindaviana (Moerasstromakelkje)     | (Kirschst.) Dennis                                     | 1960           |
| Rutstroemia longiasca                           | (Cavara) W.L. White                                    | 1941           |
| Rutstroemia macilenta                           | P. Karst.                                              | 1871           |
| Rutstroemia majalis                             | Velen.                                                 | 1934           |
| Rutstroemia maritima (Helmstromakelkje)         | (Roberge ex Desm.) Dennis                              | 1964           |
| Rutstroemia megalospora                         | (Speg.) Gamundí                                        | 1962           |
| Rutstroemia microsperma                         | (Speg.) Gamundí                                        | 1962           |
| Rutstroemia microspora                          | Velen.                                                 | 1934           |
| Rutstroemia nebulosa                            | (Cooke) Kauffman & Kanouse                             | 1929           |
| Rutstroemia nerii                               | Whetzel & W.L. White                                   | 1941           |
| Rutstroemia niphogetonis                        | Dennis                                                 | 1960           |
| Rutstroemia nothofagi                           | Gamundí & Giaiotti                                     | 1995           |
| Rutstroemia nummiformis                         | (Pat.) Le Gal                                          | 1953           |
| Rutstroemia oligospora                          | Velen.                                                 | 1934           |
| Rutstroemia paludosa                            | (E.K. Cash & R.W. Davidson) J.W. Groves & M.E. Elliott | 1961           |
| Rutstroemia petiolorum (Beukenbladstromakelkje) | (Roberge ex Desm.) W.L. White                          | 1941           |
| Rutstroemia pilatii                             | Velen.                                                 | 1934           |
| Rutstroemia plana (Waterbiesstromakelkje)       | D.M. Hend.                                             | 1970           |
| Rutstroemia poluninii                           | Linder                                                 | 1941           |
| Rutstroemia pruni-spinosae                      | Whetzel & W.L. White                                   | 1941           |
| Rutstroemia pseudosydowiana                     | (Yan J. Zhao & Hosoya) Quijada & Baral                 | 2020           |
| Rutstroemia punicae                             | B. Peri?                                               | 2019           |
| Rutstroemia quercina                            | Velen.                                                 | 1934           |
| Rutstroemia remyi                               | Fortoul & G. Nardi                                     | 1979           |
| Rutstroemia rhenana                             | (Kirschst.) Dennis                                     | 1971           |
| Rutstroemia rivularis                           | (P. Crouan & H. Crouan) Le Gal                         | 1953           |
| Rutstroemia rosarum                             | Velen.                                                 | 1934           |
| Rutstroemia rubi                                | Velen.                                                 | 1934           |
| Rutstroemia stagnalis                           | Velen.                                                 | 1934           |
| Rutstroemia sulphurea                           | Velen.                                                 | 1934           |
| Rutstroemia sydowiana (Eikenbladstromakelkje)   | (Rehm) W.L. White                                      | 1941           |
| Rutstroemia symingtoniae                        | K.S. Thind & H. Singh                                  | 1970           |
| Rutstroemia tremellosa                          | (Fuckel) Rehm                                          | 1893           |
| Rutstroemia urceolus                            | (Sacc.) W.L. White                                     | 1941           |
| Rutstroemia vacini                              | Velen.                                                 | 1939           |
| Rutstroemia venusta                             | Svrček                                                 | 1966           |
| Rutstroemia violacea                            | Rehm                                                   | 1893           |